# Carlo Federico Grosso
Pour les articles homonymes, voir Grosso (homonymie).
Carlo Federico Grosso (né à Turin le 14 novembre 1937 et mort dans la même ville le 23 juillet 2019) est un avocat et juriste italien.

## Biographie
Carlo Federico Grosso est le fils de Giuseppe Grosso, un érudit en droit romain et homme politique dans les rangs de la Démocratie chrétienne italienne et maire de Turin. Carlo Federico Grosso est diplômé en 1959 avec une thèse en droit pénal, puis commence sa carrière comme professeur universitaire aux universités d'Urbino, de Gênes puis de Turin où il était titulaire de la chaire de droit pénal de 1974 à 2007 et dont il était professeur honoraire.

## Distinction
: Chevalier grand-croix de l'ordre du Mérite de la République italienne, à Rome le 28 avril 2009.